# Łąka w Bęczkowicach
Łąka w Bęczkowicach este o arie protejată (sit de importanță comunitară — SCI) din Polonia întinsă pe o suprafață de 214,28 ha, integral pe uscat.

## Localizare
Centrul sitului Łąka w Bęczkowicach este situat la coordonatele 51°11′08″N 19°42′45″E / 51.1855°N 19.7125°E.

## Înființare
Situl Łąka w Bęczkowicach a fost declarat sit de importanță comunitară în aprilie 2004 pentru a proteja 2 specii de plante și 2 specii de animale.

## Biodiversitate
Situată în ecoregiunea continentală, aria protejată conține 5 habitate naturale: Vegetație psamofilă uscată cu pășuni deschise de Corynephorus și Agrostis, Lacuri eutrofice naturale cu vegetație de tip Magnopotamion sau Hydrocharition, Mlaștini turboase de tranziție și turbării mișcătoare, Mlaștini alcaline, Păduri aluvionare cu Alnus glutinosa și Fraxinus excelsior (Alno-Padion, Alnion incanae, Salicion albae).
La baza desemnării sitului se află mai multe specii protejate:
- plante (2): Hamatocaulis vernicosus, moșișoare (Liparis loeselii)
- mamifere (2): castor (Castor fiber), vidră de râu (Lutra lutra)

Pe lângă speciile protejate, pe teritoriul sitului au mai fost identificate 13 specii de plante.